# 瓦格納防線
瓦格納防線（俄语：линии Вагнера，羅馬化：linii Vagnera，羅馬化：Liniya Vahnera），是俄烏戰爭期間瓦格納集團在烏克蘭東部修建的一道防線。

## 背景
2022年10月19日，俄羅斯私人軍事服務公司瓦格納集團首腦葉夫根尼·普里戈任宣布，他已開始修建防線。其目的是阻止烏克蘭軍隊向2022年9月被俄羅斯吞併的烏克蘭東部的盧甘斯克州推進。
據俄羅斯媒體報導，這是「以防烏克蘭武裝部隊試圖滲透該地區的第二道防線」。
英國國防部在2022年11月21日的一份報告中表示，莫斯科優先考慮在斯瓦托韋-克雷明納防線
上修建防禦陣地。

## 結構
該防線由兩排被稱為「龍齒」的金字塔形混凝土塊組成，用於阻止坦克前進。
在這兩道防禦屏障之間，設有非常深的壕溝和射擊位置。目前尚不清楚該防線是否有佈設地雷。
該項目計劃在烏克蘭東部地區建設約200 km（120 mi）的防禦工事，直抵俄羅斯邊境。這條防線將沿著南北軸線從斯維特洛達爾斯克開始，沿著前線延伸到頓涅茨河，然後再次向東形成一個銳角，沿著河流的走向延伸到邊境。
瓦格納集團另一位領導人安德烈·博加托夫表示，俄羅斯別爾哥羅德州也已開始建設該防線。

## 效果
一些專家質疑該防線的效果。
衝突觀察員和法國國防顧問塞維爾·泰特爾曼表示，「龍齒應該被部分埋入地下，只有尖端可以通過。一輛簡單的裝甲推土機就足夠將它們翻過來。」
根據盧甘斯克州州長謝爾蓋·蓋達伊的說法，到目前為止僅建造了2公里的龍齒防線。而《ABC新聞》根據對衛星照片的研究，估計已經建造了12公里的龍齒防線。
根據獨立智庫戰爭研究所的報告，普里戈任提出的瓦格納防線擴展計劃旨在保衛別爾哥羅德州與烏克蘭蘇梅州、哈爾科夫州和盧甘斯克等州之間的邊界，但它「不會涵蓋盧甘斯克州北部至烏克蘭被佔領土接觸線，這與克里姆林宮承諾保衛整個盧甘斯克州的承諾相矛盾」。
龍齒沒有被埋藏或偽裝，根據《BBC》的一篇文章所指，這嚴重限制了它們的效果。
還有值得注意的是，該防線並不保護被俄羅斯佔領的北頓涅茨克。別爾哥羅德州政府已經要求瓦格納集團停止修建戰壕。
《防務快報》記者還暗示，該防線的建設可能是一項洗錢活動。

## 另見
- 烏俄邊界圍欄——烏克蘭政府試圖在2022年之前建立的防線
- 黑豹-沃坦防線——納粹德國在第二次世界大戰期間在該地區修建的防線